# Cesny-Bois-Halbout
Cesny-Bois-Halbout település Franciaországban, Calvados megyében. Lakosainak száma 605 fő (2018. január 1.). Cesny-Bois-Halbout Acqueville, Donnay, Espins, Fresney-le-Vieux, Meslay, Moulines és Placy községekkel határos.

## Népesség
A település népességének változása:
| Lakosok száma | 456  | 475  | 539  | 632  | 651  | 622  | 593  | 604  | 605  | 605  |
|               | 1968 | 1975 | 1982 | 1999 | 2006 | 2011 | 2013 | 2016 | 2017 | 2018 |